# Злато Полє
Злато Полє (словен. Zlato Polje) — поселення в общині Луковиця, Осреднєсловенський регіон, Словенія. 
Висота над рівнем моря: 585,5 м.